# Vera med flera
Vera med flera är en svensk TV-serie från 2003 som visades på SVT. Serien regisserades av Catti Edfeldt.

## Handling
Berättelsen handlar om Vera, "Nisse" (Denise), Rita, Zita, Kristin och Svante – sex ungdomar i Skärholmen.
Ödegården har varit ungarnas tillhåll i många år. Vera och Nisse har kaniner där, Rita brukar ha en sommarhäst där och Kristin och Svantes band repar i ett nedlagt elverk alldeles intill. Så i ett enda slag förändras allt. Gården ärvs av en islänning som flyttar dit med tio islandshästar och en massa toaletter. Samtidigt drar skolan igång ett stort teaterprojekt som alla på olika sätt ska involveras i.

## Rollista
- Klara Höök – Vera
- Viktor Janson – Svante
- Martina Tarnawski – Nisse
- Paula Wik – Kristin
- Ture Myrberg – Frasse
- Liselotte Bramstång – Rita
- Samira Taijou – Zita
- Jacob Nordenson – Veras pappa
- Ing-Marie Carlsson – Veras mamma
- Thomas Hanzon – Nisses pappa
- Lena Carlsson – Nisses mamma
- Kemal Görgü – Ritas pappa
- Lena Strömdahl – Ritas mamma
- Hassan Brijany – Zitas pappa
- Farzaneh Omar – Zitas mamma
- Fyr Thorwald – Artur
- Tomas Bolme – Carl Edberg
- Maria Lundqvist – Margareta, biträdande rektor
- Magnus Nilsson – Rektorn
- Adam Pålsson – Johan
- Filip Berg – Linus

## Utgivning
Serien finns tillgänglig på DVD, VHS och på Öppet arkiv.